# Grong Grong Gogo
Grong Grong Gogo is een bestuurslaag in het regentschap Pidie van de provincie Atjeh, Indonesië. Grong Grong Gogo telt 174 inwoners (volkstelling 2010).